# Velika Kosnica
Velika Kosnica is een plaats in de gemeente Velika Gorica in de Kroatische provincie Zagreb. De plaats telt 541 inwoners (2001).